# Toukouzou
Toukouzou  è una città e sottoprefettura della Costa d'Avorio appartenente al dipartimento di Grand-Lahou. Conta una popolazione di 2 562 abitanti (censimento 2014).